# Cindy Morgan
Cindy Morgan, pseudonimo di Cynthia Ann Cichorski (Chicago, 29 settembre 1951 – Lake Worth, 30 dicembre 2023), è stata un'attrice e produttrice televisiva statunitense, nota soprattutto per aver interpretato Lora/Yori in Tron e di Lacey Underall in Palla da golf.

## Biografia
Nacque a Chicago da padre polacco e madre tedesca. 
Partecipò a diverse serie televisive, come Falcon Crest, CHiPs e Matlock. Nel 1982 interpretò il doppio personaggio di Lora/Yori nel film di fantascienza in tecnica mista della Disney Tron, partecipando inoltre all'album  The Story Of Tron , album contenente storia e dialoghi dal film. In seguito tornò a prestare la voce al suo personaggio nel videogioco Tron 2.0.
Attorno alla metà degli anni novanta produsse alcuni film per la TV.
È stata trovata morta nella sua casa di Lake Worth all'età di 72 anni il 30 dicembre 2023.

## Filmografia

### Attrice

#### Cinema
- Up Yours, regia di John Hayes e Eddie Ryder (1979)
- Palla da golf (Caddyshack), regia di Harold Ramis (1980)
- Tron, regia di Steven Lisberger (1982)
- Silent Fury, regia di Eric Louzil (1994)
- Galaxis, regia di William Mesa (1995)
- Open Mic'rs, regia di Gary Wood (2006)

#### Televisione
- Love Boat (The Love Boat) - serie TV, episodio 4x21 (1981)
- Vega$ - serie TV, episodio 3x15 (1981)
- CHiPs - serie TV, 3 episodi (1981)
- L'uomo di Singapore (Bring 'Em Back Alive) - serie TV, 13 episodi (1982-1983)
- Falcon Crest - serie TV, 16 episodi 81982-1988)
- Poliziotti alle Hawaii (Hawaiian Heat) - serie TV, episodio 1x10 (1984)
- Masquerade - serie TV, episodio 1x13 (1984)
- La notte di Halloween (The Midnight Hour), regia di Jack Bender - film TV (1985)
- Solomon's Universe, regia di Lee H. Katzin - film TV (1985)
- Professione pericolo (The Fall Guy) - serie TV, episodio 5x09 (1986)
- Tough Cookies - serie TV, episodio 1x04 (1986)
- Crazy Like a Fox - serie TV, episodio 2x19 (1986)
- Storie incredibili (Amazing Stories) - serie TV, episodio 1x21 (1986)
- Disneyland - serie TV, episodio 32x03 (1987)
- Beverly Hills Buntz - serie TV, episodio 1x03 (1987)
- Hunter - serie Tv, 2 episodi (1987-1991)
- Il giustiziere della strada (The Highwayman) - serie TV, episodio 1x06 (1988)
- She's the Sheriff - serie TV, episodio 2x06 (1988)
- Matlock - serie TV, 3 episodi (1988-1989)
- Mancuso, F.B.I. - serie TV, episodio 1x20 (1990)
- Harry e gli Henderson (Harry and the Hendersons) - serie TV, episodio 2x19 (1992)
- The Larry Sanders Show - serie TV, episodio 1x02 (1992)
- Sotto inchiesta (Under Suspicion) - serie TV, episodio 1x10 (1994)
- Dead Weekend, regia di Amos Poe - film TV (1995)
- Amanda & the Alien, regia di Jon Kroll - film TV (1995)
- Out There, regia di Sam Irvin - film TV (1995)

#### Cortometraggi
- Summer Waters, regia di Bradley Maurer (2009)
- Empty Sky, regia di J. Michael Vargas (2011)
- Face of the Father, regia di Alexander Leaty (2016)

### Produttrice
- Dead Weekend, regia di Amos Poe - film TV (1995)
- Amanda & the Alien, regia di Jon Kroll - film TV (1995)
- Out There, regia di Sam Irvin - film TV (1995)